# Drzewołaz złocisty
Drzewołaz złocisty (Dendrobates auratus) – gatunek płaza bezogonowego z rodziny drzewołazowatych (Dendrobatidae).

## Występowanie
Południowa Nikaragua, Kostaryka, Panama i przyległy obszar zachodniej Kolumbii; introdukowany na Hawajach. Cieniste miejsca w wilgotnych tropikalnych lasach, częściowo na ziemi, częściowo na drzewach.

## Opis
Osiąga długość 5 cm. Na środku górnej szczęki ma łukowato wygięty rząd małych ząbków, a między palcami tylnych kończyn brak błon pławnych. Tylne kończyny są cienkie. W skórze liczne gruczoły zawierające bardzo silną neurotoksynę. Grzbiet jest jasnozielonkawy z dużymi, okrągłymi, symetrycznie ułożonymi, ciemnobrązowymi plamami. Skóra ma silny, złocisty, metaliczny połysk, choć występuje także w zupełnie innych odmianach barwnych.

## Odżywianie
Aktywny w dzień. Bardzo ruchliwy, żywi się głównie mrówkami i termitami (na wolności), w terrarium zjada małe świerszcze, muszki owocówki, a także skoczogonki.

## Rozród
Samica składa jaja w liczbie 6–10 (2–20) sztuk w wilgotnych dziuplach drzew. Jaja mają lepkie, nieregularnie kuliste, galaretowate osłonki, oraz są wyposażone w dużą ilość żółtka. Po złożeniu jaja są pilnowane przez samca. Po około 2 tygodniach wykluwają się kijanki, które natychmiast wpełzają na grzbiet samca, gdzie przytwierdzone rozwijają się przez około 6 tygodni, korzystając tylko z wody deszczowej. Po tym okresie samiec wyszukuje odpowiedni zbiornik (dziupla wypełniona wodą, kałuża itp.), zanurza się w nim, po czym kijanki samorzutnie odpadają od jego grzbietu i wkrótce przechodzą przeobrażenie. Dojrzałość płciową osiągają po roku.